# マタ・ハリ (ミュージカル)
マタ・ハリ（Mata Hari）は、第一次世界大戦中のフランスで多くの人を魅了したオランダ人のダンサー マタ・ハリの生涯を描いたミュージカルである。
『ジキル&ハイド』『スカーレット・ピンパーネル』をはじめ、数々のメガヒットミュージカルを生み出す作曲家フランク・ワイルドホーンの新作として、2016年に韓国にて世界初演され、再演も合わせて累計20万人動員の大ヒットを遂げた。
その後2018年に日本初上陸。1月に大阪・梅田芸術劇場、2月に東京・東京国際フォーラムにて上演した。石丸さち子訳詞・翻訳・演出のもと日本版として新たに誕生し、多くのミュージカルファンを魅了した。
2021年夏に再演。6月に東京・東京建物 Brillia HALL、7月に愛知・刈谷市総合文化センターと大阪・梅田芸術劇場で上演を行った。初演に続き、訳詞・翻訳・演出は石丸さち子が手掛けた。
更に時を重ねて2025年秋に再々演が決定した。10月に東京・東京建物 Brillia HALLと大阪・梅田芸術劇場、11月に博多座での上映を予定している。初演・再演に続き、訳詞・翻訳・演出は石丸さち子が手掛ける。

## 主な配役

### 日本版キャスト
|                    | 2018年                          |
| ------------------ | ------------------------------- |
| マタ・ハリ         | 柚希礼音                        |
| ラドゥー           | 加藤和樹・佐藤隆紀 (LE VELVETS) |
| アルマン           | 加藤和樹・東啓介                |
| ピエール           | 西川大貴・百名ヒロキ            |
| パンルヴェ         | 栗原英雄                        |
| アンナ             | 和音美桜                        |
| ヴォン・ビッシング | 福井晶一                        |

|                    | 2021年               | 2025年               |
| ------------------ | -------------------- | -------------------- |
| マタ・ハリ         | 柚希礼音・愛希れいか | 柚希礼音・愛希れいか |
| ラドゥー           | 加藤和樹・田代万里生 | 加藤和樹・廣瀬友祐   |
| アルマン           | 三浦涼介・東啓介     | 加藤和樹・甲斐翔真   |
| アンナ             | 春風ひとみ           | 春風ひとみ           |
| ヴォン・ビッシング | 宮尾俊太郎           | 神尾佑               |
| パンルヴェ         | 鍛治直人             | 中山昇               |
| ピエール           | 工藤広夢             | 長江崚行             |
| キャサリン         | 飯野めぐみ           | 青山郁代             |

## スタッフ
- 脚本：アイヴァン・メンチェル[2]
- 作曲：フランク・ワイルドホーン[2]
- 歌詞：ジャック・マーフィー[2]
- オリジナル編曲・オーケストレーション：ジェイソン・ホーランド[2]